# Centre du New Jersey

Carte du New Jersey; le "centre" du New Jersey est la zone vert foncé; la zone vert clair peut parfois être considérée comme en faisant partie

Le centre du New Jersey est une région du New Jersey qui ne possède pas de frontière établie officiellement mais dont les limites varient selon leur perception à travers cet État. Deux ensembles sont considérés comme appartenant au centre du New Jersey : d'une part la vallée du Raritan qui contient les comtés d'Union, de Somerset, d'Hunterdon et le nord du comté du Middlesex ; d'autre part, les côtes et l'arrière pays du comté de Monmouth et le sud du comté de Middlesex.
Cette région ne se situe pas au centre géographique du New Jersey mais constitue un centre démographique où les densités sont plus fortes qu'ailleurs dans cet État, en particulier à East Brunswick, dans le comté du Middlesex.
L'ensemble du centre du New Jersey appartient à l'aire métropolitaine de la ville de New York.